# Airtransit
Ne doit pas être confondu avec Air Transat.
Airtransit était une compagnie aérienne canadienne d'aviation à décollage et atterrissage court desservant Ottawa et Montréal.

## Histoire

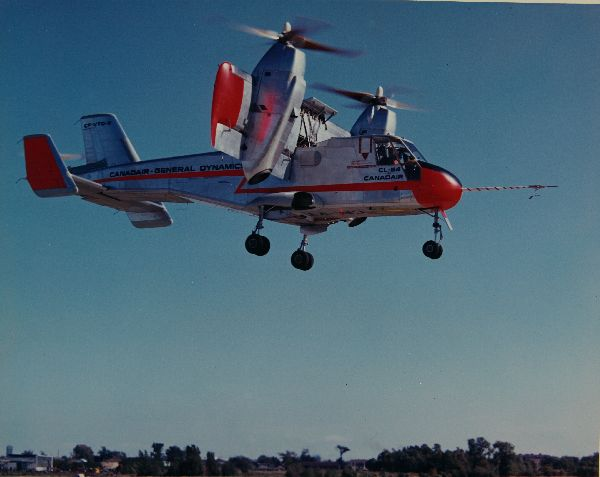
Le Gouvernement du Canada envisage d'acquérir des Canadair CL-84 pour Airtransit.

En décembre 1970, le Conseil des sciences remet un rapport au gouvernement du Canada dans lequel il recommande de mettre sur pied « immédiatement » un programme de développement industriel d'ADAC afin de maintenir l'avantage stratégique du pays en matière d'aéronautique. Le Conseil recommande que le programme vise la construction d'appareils, les instruments d'aide à la navigation et la régulation du trafic aérien.
Le Gouvernement du Canada annonce en mai 1971 un financement de 150 M$ pour la mise sur pied d'un tel programme, censé devenir une vitrine technologique. Il présente son concept de réseau d'adaports au salon du Bourget de 1971, où l'ADAC est prônée par divers exposants comme une solution pour rapprocher les avions des centres-villes.
Une filiale d'Air Canada appelée Airtransit est constituée par le gouvernement le 19 juin 1973. Transports Canada lui confie la mission de mener un projet-pilote de liaison entre l'adaport Victoria et l'aéroport d’Ottawa-Rockcliffe en utilisant les aéronefs actuels et futurs de la société d'État De Havilland Canada, le DHC-6 Twin Otter, un avion de brousse, et le DHC-7, un modèle en développement destiné au transport de masse, de même que les CL-84 et CL-246 à décollage vertical de Canadair. Airtransit fait d'abord l'acquisition de Twin Otter, en attendant la commercialisation des Dash-7,,,.
Le service s'avère rapidement déficitaire. Les compressions budgétaires chez Air Canada, de même que le retard de développement des Dash-7, les troubles de voisinage à Ottawa et Montréal, et les infrastructures inadéquates de l'adaport Victoria forceront Transport Canada à mettre un terme prématurément à l'aventure Airtransit,,,.

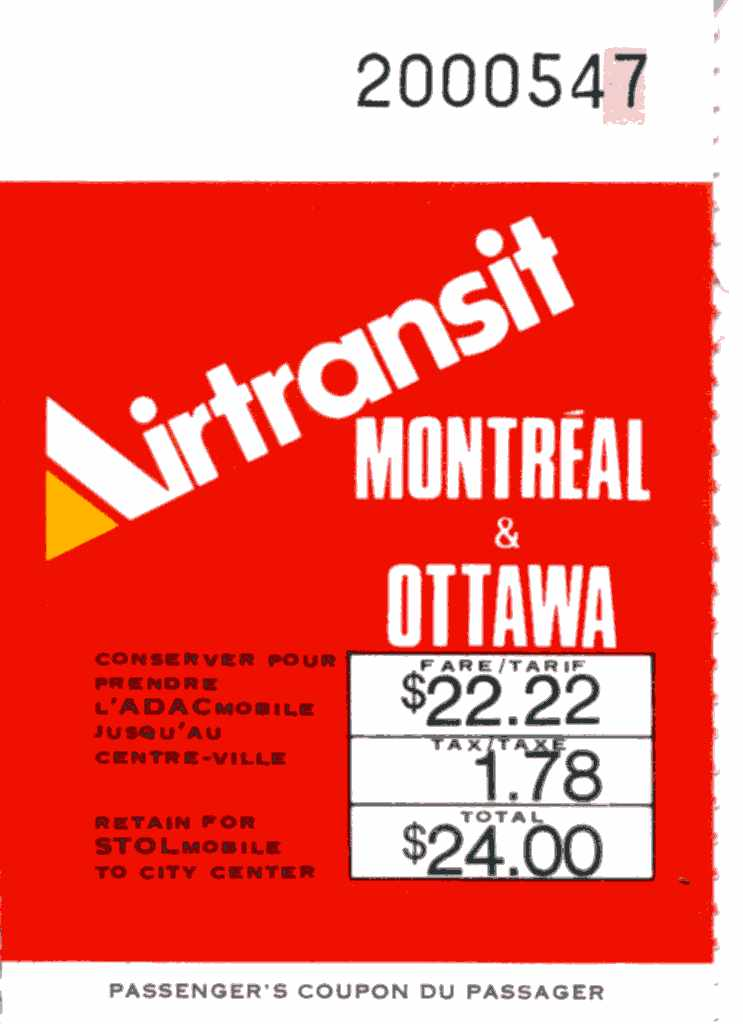
Un billet d'Airtransit.

## Destinations

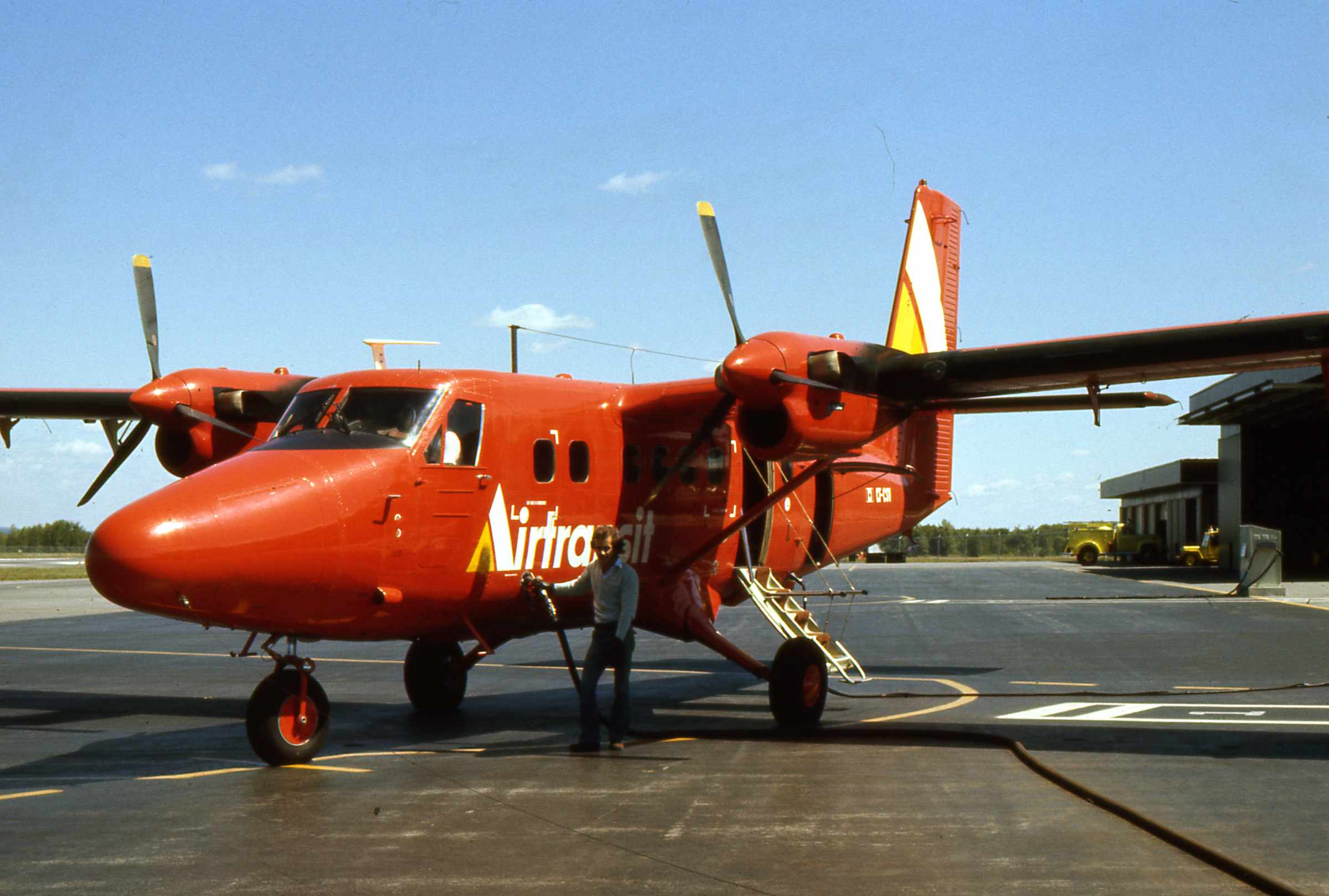
La flotte d'Airtransit était composée d'avions de brousses modifiés pour un service urbain.

| Destination         | Période   | Réf |
| ------------------- | --------- | --- |
| Montréal (Victoria) | 1974-1976 |     |
| Ottawa (Rockcliffe) | 1974-1976 |     |

## Flotte
Originellement de rustres avions de brousse, les DHC-6 d'Airtransit sont modifiés spécialement pour l'aviation d'affaires sur de courtes distances. Les aéronefs sont équipés de systèmes de freinage comprenant des freins à disques surdimensionnés et un antipatinage. Les ailes sont munies de déporteurs et de systèmes de dégivrage des pales des hélices. Les systèmes de sécurité et d'urgence du modèle de base sont bonifiés pour inclure un frein d'urgence, une protection contre les incendies de moteur et une mise en drapeau automatique en cas d'avarie.
La cabine passe de vingt sièges à onze fauteuils. On y ajoute une toilette, un vestiaire et la climatisation.
| Modèle           | Image | Nombre | Années    | Immatriculation                                       | Réf |
| ---------------- | ----- | ------ | --------- | ----------------------------------------------------- | --- |
| DHC-6 Twin Otter |       | 6      | 1974-1976 | - CF-CST - CF-CSU - CF-CSV - CF-CSW - CF-CSX - CF-CSY |     |